# La Mort du Sergent Blandan
 (février 2024).
Si vous disposez d'ouvrages ou d'articles de référence ou si vous connaissez des sites web de qualité traitant du thème abordé ici, merci de compléter l'article en donnant les références utiles à sa vérifiabilité et en les liant à la section « Notes et références ».
La Mort du Sergent Blandan est une huile sur toile réalisée par le peintre français Louis-Théodore Devilly en 1882, représentant la mort du sergent Jean Pierre Hippolyte Blandan durant la bataille de Beni Mered, du 11 avril 1842 en Algérie.

## Informations sur l'œuvre
Les raisons de la création du tableau par Devilly sont encore floues. La principale hypothèse serait celle d'une commande du gouvernement français. Le tableau est peint en 1882 soit 40 ans après l'année de la bataille (1842) et il est une reconstitution basée sur les témoignages et les enquêtes réalisées par Devilly. 
Présentée au Salon des artistes français de 1882,, l'œuvre est achetée par l'État qui en fait don au Musée des beaux-arts de Nancy, dont Devilly est le conservateur. 